# Dioon tomasellii
Dioon tomasellii — вид голонасінних рослин класу саговникоподібні (Cycadopsida).
Видовий епітет віддає данину ботаніку Руджеро Томаселлі (Ruggero Tomaselli, 1920-1982).

## Опис
Рослини деревовиді. Стебло 1 м заввишки. Листки світло або яскраво-зелені, напівглянсові, довжиною 100–200 см, з 140–180 фрагментів. Листові фрагменти вузьколанцетні, серпоподібні; середні фрагменти 10–18 см завдовжки, 7–12 мм завширшки. Пилкові шишки від вузькояйцевидих до веретеновидих, блідо-коричневі, довжиною 25–50 см, 6–10 см діаметром. Насіннєві шишки яйцеподібні, світло-коричневі, 20–30 см завдовжки, 15–20 см діаметром. Насіння яйцеподібне, 25–35 мм, шириною 20–25 мм, саркотеста кремова або біла.

## Поширення, екологія
Країни поширення: Мексика (Дуранґо, Герреро, Халіско, Мічоакан, Наяріт). Записаний від 600 до 1850 м. Рослини зростають у дубових і сосново-дубових лісах, у крутих каньйонах і рідколіссях.

## Загрози та охорона
Цей вид знаходиться під загрозою втрати середовища існування в результаті розширення сільськогосподарських угідь і надмірного збору для декоративної торгівлі.